# World Vision Österreich
World Vision Österreich – Verein für Entwicklungszusammenarbeit, humanitäre Nothilfe und Anwaltschaft ist ein im Dezember 1998 gegründeter Verein, der im Bereich der Entwicklungszusammenarbeit, Katastrophenhilfe und Anwaltschaft tätig ist. Langfristige Regionalentwicklungsprojekte werden in erster Linie durch Kinderpatenschaften finanziert.
Der eigenständige, gemeinnützige Verein mit Sitz in Wien hat rund 25 Mitarbeiter (Stand 2024) und ist seit Mitte 1999 Mitglied der überkonfessionellen internationalen World Vision Partnerschaft (World Vision International WVI), die evangelikal verankert ist.

## Projekte

### International
World Vision Österreich betreut Projekte in der Entwicklungszusammenarbeit und Katastrophenhilfe in derzeit 15 Ländern, die über Spenden und öffentliche Mittel der UN bzw. der Europäischen und Österreichischen Entwicklungsarbeit finanziert werden.
Die langfristigen Regionalentwicklungsprojekte in Ländern wie Mosambik, Myanmar, Sierra Leone, Eswatini, Tansania und Vietnam werden über Kinderpatenschaften finanziert. Schwerpunkte dieser Projektarbeit sind die Bereiche Wasser und Hygiene, Gesundheit, Landwirtschaft und Ernährung, Bildung, Kinderschutz sowie Einkommensförderung und wirtschaftliche Entwicklung.
Die Projekte verstehen sich als Hilfe zur Selbsthilfe und zielen auf langfristige Veränderungen ab. Ziel ist es, den Menschen die nötigen Werkzeuge in die Hand zu geben, die sie benötigen, um nach Projektende selbständig weiterarbeiten zu können. Sobald dieses Ziel erreicht ist – im Schnitt dauert das rund 15 Jahre –, übergibt World Vision das Projekt an die Bevölkerung und zieht sich aus der Region zurück. 
Öffentlich finanzierte Projekte sind ein weiterer Teil der Arbeit von World Vision. Neben humanitärer Hilfe werden dabei auch Aktivitäten aus der langfristigen Entwicklungszusammenarbeit umgesetzt. Der Fokus liegt vor allem auf der Verbesserung der Lebensbedingungen von Kindern. 
Schwerpunktprojekte, die von öffentlicher Hand (Grants) oder von Firmen und Gruppen sowie Privatpersonen finanziert werden, fokussieren auf bestimmte Bereiche wie Bildung oder Gesundheit. In Ländern wie Mosambik oder Lesotho kann der Fokus auch auf Katastrophenvorsorge liegen, während in Uganda und Sambia sowohl Flüchtlings- als auch Aufnahmegemeinschaften wirtschaftliche Unterstützung erhalten.
Der Verein beteiligt sich durch Spendenaufrufe auch an der Finanzierung internationaler Katastrophenhilfseinsätze, etwa nach Erdbeben, Wirbelstürmen oder Überschwemmungen und auch in politischen Krisengebieten. So ist World Vision Österreich gemeinsam mit World Vision International seit Jahren in Syrien und in der Ukraine engagiert. World Vision arbeitet bei allen Katastropheneinsätzen eng mit den beteiligten UN-Organisationen und anderen Hilfsorganisationen zusammen und bleibt in der Regel auch nach der akuten Phase vor Ort, um beim Wiederaufbau zu helfen.

### Österreich
In Österreich trägt der Verein dazu bei, durch Bildungs- und Öffentlichkeitsarbeit Bewusstsein für die Ursachen von Armut, Hunger und Ungerechtigkeit zu schaffen. Im Rahmen der politischen Anwaltschaftsarbeit sieht World Vision Österreich seine Aufgabe darin, den Staat bei der Umsetzung seiner Versprechen in der Entwicklungszusammenarbeit zu beobachten und auf Versäumnisse hinzuweisen.

## Finanzierung
Der Verein gehörte am 14. November 2001 zu den ersten 44 Organisationen, die das Österreichische Spendengütesiegel verliehen bekamen.
Der Verein finanziert sich zu etwa einem Drittel aus privaten Spenden, aber auch durch öffentliche Gelder vor allem aus der Entwicklungszusammenarbeit und Katastrophenhilfe der österreichischen Bundesregierung und der Europäischen Union sowie der Vereinten Nationen. Mit Hilfe von rund 16.000 Paten und Spendern unterstützt die Organisation Kinder, deren Familien und ihr Umfeld in den langfristigen Programmen.

## Mitgliedschaften und Netzwerke
Der Verein ist Mitglied der internationalen Partnerschaft von World Vision International. In Österreich ist World Vision Mitglied bei der AGGV Globale Verantwortung – Arbeitsgemeinschaft für Entwicklung und Humanitäre Hilfe, mit der vor allem im anwaltschaftlichen Bereich zusammengearbeitet wird.

## Vorgänger: „World Vision Österreich – Christliches Hilfswerk“ (bis 1998)
Der Verein World Vision Österreich – Christliches Hilfswerk war von 1976 bis 1998 in Österreich tätig.
Ein Antrag von World Vision um Aufnahme in die österreichische Arbeitsgemeinschaft Entwicklungszusammenarbeit (AGEZ) wurde 1996 abgelehnt. Die Begründung lautete: „World Vision Österreich erfüllt weder unsere Kriterien von Transparenz und Offenlegung der Einnahmen noch entspricht ihre Arbeit unseren Anforderungen an Entwicklungszusammenarbeit.“ (Südwind-Magazin)
Im Jahr 1998 zeigten sich bei zwei Überprüfungen (peer reviews) durch die internationale World Vision Partnerschaft Unregelmäßigkeiten in der Buchhaltung und in der Dokumentation der Patenschaften, die sich zum Verdacht der Veruntreuung seitens der damaligen Geschäftsführung verdichteten. Am 26. November 1998 wurde das damalige Führungsduo in Untersuchungshaft genommen. Die Untersuchung ergab schließlich eine umfangreiche Veruntreuung von Spendengeldern durch die damalige Geschäftsführerin Martina Krones-Taurer. World Vision International setzte rechtliche Schritte, um dem Verein die Namensrechte zu entziehen. Der Verein wurde noch im November 1998 aufgelöst. Der Spendenskandal erregte in Österreich großes Aufsehen, unter anderem, weil der Kaiser-Enkel Karl Habsburg-Lothringen zeitweise dem Vorstand von World Vision Österreich angehört hatte. Wirtschaftsprüfer der KPMG bestätigten Geldflüsse von der Organisation zur Paneuropa-Union, hierbei flossen Spendengelder in den EU-Wahlkampf 1996 der ÖVP, für die Karl Habsburg kandidierte. Anton Heinz Struppy, der 1998 gleichzeitig für die Paneuropabewegung und World Vision Österreich gearbeitet hatte, betrieb anschließend bis 2010 einen Finanzservice. In Folge wurden die damalige Präsidentin und Geschäftsführerin Martina Taurer-Krones und ihr Ehemann Wolfgang Krones angeklagt, Spendengelder in der Höhe von insgesamt 1,1 Millionen Euro veruntreut und für Reisen und andere private Zwecke ausgegeben zu haben. Im September 2004 wurde Martina Taurer-Krones zu drei Jahren Haft ohne Bewährung und Wolfgang Krones als Mittäter zu zwei Jahren auf Bewährung verurteilt. Die des „Mitwissens“ angeklagte ehemalige Finanzreferentin wurde freigesprochen. Erst 2004 zahlte Karl Habsburg 36.899 Euro an den Nachfolgeverein zurück, die – nach seinen Angaben ohne sein Wissen – in die Finanzierung seines Wahlkampfes geflossen waren.
Josef Stiegler, ehemaliges Mitglied von „World Vision Österreich – Christliches Hilfswerk“, gründete noch im Dezember 1998 die Nachfolgeorganisation World Vision – Gesellschaft für Entwicklungshilfe und Völkerverständigung. Aufgrund des Spendenskandals um den Vorgängerverein wird besonders auf verantwortungsvollen Umgang mit den Spendengeldern und öffentliche Nachvollziehbarkeit geachtet und Wert darauf gelegt, dass keine Verbindung zum Vorgänger besteht.